# 平庭高原線

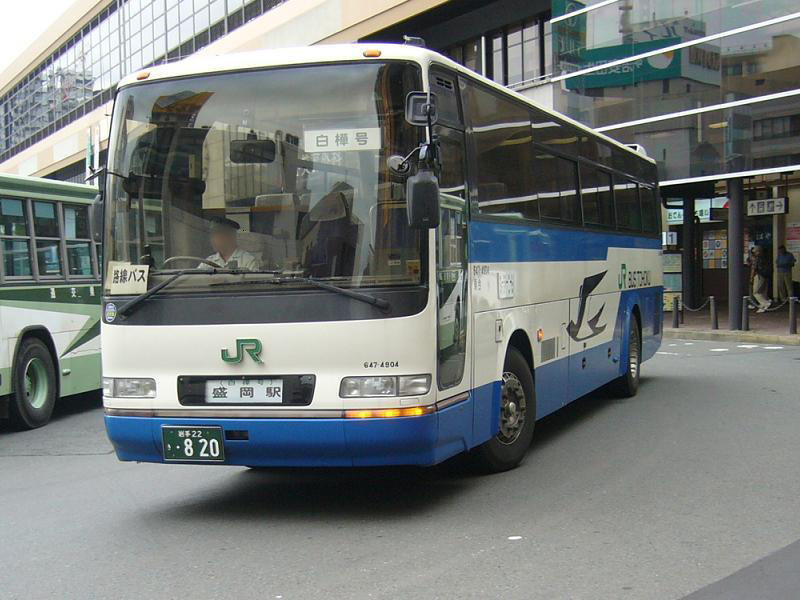
ジェイアールバス東北「白樺号」

平庭高原線（ひらにわこうげんせん）とは、岩手県盛岡市と同県久慈市を結ぶ、JRバス東北が運行する自動車路線である。
正式には盛岡駅 - 茶屋場間が沼宮内本線、茶屋場 - 久慈駅間が平庭高原本線であるが、早坂高原線の開業によって沼宮内本線盛岡駅 - 岩泉間の直行便が廃止されたこともあって、現在では平庭高原線として案内されている。本項では、運行ルートの一部を形成する沼宮内線の歴史についても一部記述する。

## 概要
盛岡バスセンターと久慈駅を結ぶ、鉄道の短絡と地域輸送を目的とした路線である。
1939年（昭和14年）11月に沼宮内 - 茶屋場間を運行開始したものに端を発する。鉄道敷設法別表第8号には「岩手県小鳥谷ヨリ葛巻ヲ経テ袰野附近ニ至ル鉄道及落合附近ヨリ分岐シテ茂市ニ至ル鉄道」があり、本路線は「鉄道線の先行」という使命とともに、「鉄道線（東北本線）の培養」という使命を兼ねていた。第二次世界大戦中は貨物輸送に重点が置かれていたが、戦時中の1943年（昭和18年）に茶屋場 - 久慈間が沼宮内線として開業した。この時に沼宮内自動車区の支所として、久慈支所・葛巻支所が開設された。終戦後には、1956年（昭和31年）11月20日より沼宮内東本線として陸中山形から分岐して陸中小国に向かう陸中小国線（りくちゅうおぐにせん）が開設された。1958年（昭和33年）2月1日より沼宮内を起点として、陸中板橋から分岐して下屋敷・陸中大渡へ向かう岩手町東部を循環する下屋敷循環線（しもやしきじゅんかんせん、循環運転は1965年（昭和40年）12月16日から）も開設された。
その後、1971年（昭和46年）には平庭高原線として盛岡駅と久慈駅を結ぶ特急バス「白樺号」2往復の運行を開始した。沼宮内と葛巻を経由し、主要集落のみの停車で盛岡駅と久慈駅を3時間程度で結ぶもので、八戸駅経由の急行列車よりも所要時間が短く、「鉄道線の短絡」という使命を有することになった。当初より冷房を装備したバスが使用され、自動車急行料金が設定された。運転開始1年後の1972年（昭和47年）には同区間を直通する急行列車の廃止により1日4往復に増便されている。東北新幹線開業後には、岩泉を起点とした定期観光バス「リアス観光号」に接続するなど、増強も行なわれた。
「白樺号」は全区間において急行便として運行されていたが、盛岡駅 - 葛巻間のローカル便の廃止以後は、代替処置として下屋敷循環線と合わせて盛岡駅 - 陸中山形間はすべての停留所で乗降が可能となった。そのため、盛岡と葛巻・久慈方面を結ぶ生活路線の色合いが濃くなった。
また、陸中小国線は全便が久慈駅からの直通便であったが、利用客が少なく赤字のため、陸中小国線部分は久慈市（旧山形村）から運行を受託する形（貸切代替バス）となっていた。しかし、JRバス東北が久慈地区のローカル各線の全廃を打ち出したため、2008年（平成20年）3月をもって陸中小国線の廃止が決まった。ただし、市民バス「のるねっとKUJI」には編入せず、市の患者搬送バスとの混乗による送迎バスに転換した。
下屋敷循環線もいわて沼宮内駅を起点としていわて沼宮内駅 - 陸中板橋 - 下屋敷 - 陸中大渡 - いわて沼宮内駅の経路で、右回り・左周りで運行されていたが、2004年（平成16年）3月の岩手支所閉所に伴い、同年4月からは岩手県北バス沼宮内営業所（現：八幡平営業所沼宮内支所）に移管された。JRバスとしての運行の最後の1週間はヘッドマークを装着して運行した。
「白樺号」は2022年（令和4年）10月5日に盛岡バスセンター（2代）が開業したのに伴い、一部便が盛岡バスセンターまで延伸され、盛岡バスセンター - 久慈駅間が2往復、盛岡駅 - 久慈駅間が3往復となった。盛岡バスセンターにJRバス東北の一般路線が乗り入れるのは、国鉄バス時代の1979年（昭和54年）に、仙台盛岡急行線の一ノ関駅 - 盛岡バスセンター間が廃止されて以来43年ぶりとなる。

### 年表
- 1939年（昭和14年）11月25日 - 沼宮内線沼宮内 - 茶屋場（葛巻）間開業[5]。
- 1943年（昭和18年）11月20日 - 沼宮内線沼宮内 - 久慈間 (45 km) 開業[6]。
- 1952年（昭和27年）2月9日 - 沼宮内線盛岡 - 沼宮内間 (35 km) 開業。
- 1957年（昭和32年）10月15日 - 久慈 - 茶屋場間の路線名称を「平庭高原線」とする。
- 1971年（昭和46年） - 「白樺号」運行開始（「バス急行券」が必要）。
- 1996年（平成8年）3月30日 - 沼宮内線盛岡 - 沼宮内間一般便の廃止。一部便を各停留所停車の準白樺号とする。

- 1999年（平成11年）

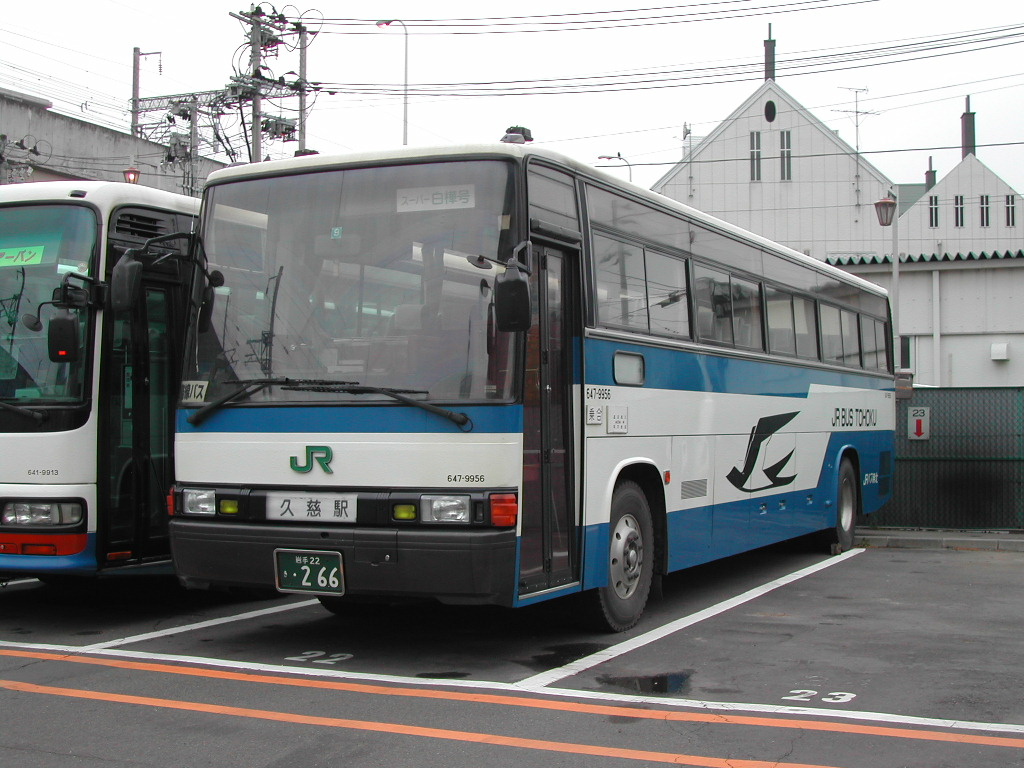
「スーパー白樺号」に使用されていた車両

  - 4月1日 - 盛岡IC - 滝沢IC間東北道経由の「スーパー白樺号」運行開始。
  - 12月4日 - 「バス急行券」廃止。沼宮内 - 葛巻間一般便廃止に伴い、白樺号沼宮内 - 葛巻間が各停留所停車となる。
- 2004年（平成16年）4月1日 - 「スーパー白樺号」廃止。全便「白樺号」とし、盛岡 - 葛巻間の区間便を新設。また当路線と一部重複していた下屋敷循環線が岩手支所廃止に伴い、岩手県北バスに移管の上、大渡循環線と改称。
- 2006年（平成18年）12月1日 - ダイヤ改正により盛岡 - 葛巻間の区間便廃止。1日5往復に減便。
- 2008年（平成20年）
  - 4月1日 - 陸中小国線廃止、患者搬送混乗による送迎バスに転換。
  - 11月20日 - 原油価格の高騰に伴い、運賃改定（但し、岩手県交通・岩手県北バスの路線と重複する盛岡駅～陸中板橋間を除く）。
- 2009年（平成21年）4月1日 - 前日限りで久慈営業所が廃止されたため、従来からの盛岡支店に加え二戸営業所が担当に加わった。
- 2011年（平成23年）
  - 3月14日 - 同年3月11日に発生した東日本大震災の影響により運休していたが、この日より盛岡 - 葛巻間2往復の運行再開。
  - 4月17日 - 全線通常運行再開。
- 2017年（平成29年）11月19日 - 国道281号案内トンネル供用開始に伴う経路変更。これに伴い所要時間を短縮[7]。
- 2019年（令和元年）10月1日 - 分れ停留所を岩手県北バスと同じ分れ南停留所へ改称。
- 2022年（令和4年）
  - 3月1日 - ダイヤ改正に伴い、二戸支店が一部便の乗務員担当から外れ、全便盛岡支店の担当となる。
  - 3月12日 - 岩手県北バスの地域連携ICカード「iGUCA」を導入したと同時に、交通系ICカード全国相互利用サービスによるICカードの利用が可能となる[8][9]。
  - 10月5日 - 2往復を盛岡バスセンター発着へ変更。同時に盛岡バスセンター、県庁・市役所前、盛岡城跡公園、菜園川徳前、開運橋の5カ所を新設[4]。

## 運行回数
- 1日5往復。

## 運行経路
盛岡バスセンター（構内5番のりば） - 県庁・市役所前 - 菜園川徳前 - 盛岡駅（東口1番のりば） - 厨川駅前 - 巣子 -  分れ南 -  啄木記念館前 - いわて沼宮内駅 - 城山 - 陸中板橋 - 葛巻駅（JRバス葛巻車庫）- 平庭高原 - 陸中山形 - 久慈駅
- 道の駅くずまき高原で5分休憩。
- 盛岡バスセンター - 城山は岩手県北バスと、盛岡バスセンター - 巣子は岩手県交通との競合区間であるが、平庭高原線は一部停留所を除き通過となる。また、盛岡バスセンター並びに盛岡駅の乗り場は両社とは異なる。

- 盛岡バスセンターにおける岩手県北バスの厨川・巣子・沼宮内方面は構内3番のりば、岩手県北バスの厨川・巣子・八幡平方面は同4番のりば、岩手県交通の巣子方面は旧ななっく前。
- 盛岡駅における岩手県北バスの厨川・巣子・沼宮内方面および岩手県交通の巣子方面は東口2番のりば、岩手県北バスの厨川・巣子・八幡平方面は同3番のりば。

- 盛岡バスセンター発着便の盛岡バスセンター - 盛岡駅間の経路は、映画館通りを経由する岩手県北バスの盛岡 - 沼宮内線と異なり、岩手県交通の厨川中央線と同様に菜園川徳前経由となる。また運賃も両社とは異なる。
- 上り便（盛岡駅東口行き）では巣子停留所発車後にこの先の停車停留所について案内する放送が流れる。

## 廃止路線
太字は、平庭高原線「白樺号」との重複停留所。

### 下屋敷循環線
※2004年（平成16年）3月31日を以ってJRバスとしての運行は終了。翌4月1日から岩手県北バスへ移管の上「大渡循環線」と改称。
いわて沼宮内駅 - 岩手町大町 - 城山通 - 陸中板橋 - 下屋敷 - 陸中大渡 - 川口公民館前 - 野原 - いわて沼宮内駅 - 城山
- 白樺号が急行便だった時代は野原 - 陸中板橋間の一部停留所は通過していた。

### 陸中小国線
※2008年（平成20年）4月1日廃止。
久慈駅 - 十八日町 - 久慈荒町 - 営業所前 - 立正寺前 - 碁石前 - 自動車学校前 - 生出町 - 中小路 - 大川目三日町 - 大川目 - 森前 - 山口 - 鳶の巣 - 鏡岩 - 沢山川 - 茅森 - 戸呂町口 - 芋谷橋 - 案内 - 陸中沼袋 - 下川井 - 城ノ内 - 陸中山形 - 間峠 - 間瀬 - 小渡 - 清水川 - 霧畑 - 中筋 - 成谷 - 霧畑小学校前 - 陸中関 - 関田小路 - 陸中砂川 - ニ橋 - 陸中小国
- 生出町 - 森前、陸中沼袋 - 陸中山形は平庭高原線と経路が異なっていた。斜字は、久慈市（旧山形村）受託運行区間。

## その他
- 白樺号は前乗り前降り。JRバス盛岡駅の自動券売機で乗車券を購入した乗車券は、平庭高原と陸中山形で途中下車できる。
- 岩手県北バスの「iGUCA」の他にも、岩手県交通の「Iwate Green Pass」などの交通系ICカード全国相互利用サービスによるICカード、ジャパンレールパス、JR East Passが利用可能[10]。
- 岩手県北バスの「iGUCA」による利用に関しては、ストアードフェアを利用した場合、岩手県北バスが運行する競合路線（盛岡バスセンター～城山間）を利用した場合と同様に乗車1回ごとに区間運賃の3%相当の交通ポイントが付与され、両社間で交通ポイントの共通利用が可能[11]。106急行バスや岩手県北バスの一般路線と白樺号を「iGUCA」で乗り継ぐ場合、白樺号と岩手県北バスの路線との乗継割引は適用されない。
- 「iGUCA」（記名式のみ）、「Iwate Green Pass」などの他の地域連携ICカード（記名式のみ）、「My Suica」、「モバイルSuica」によるオートチャージが利用可能[12]。岩手県北バスが運行する競合路線（盛岡バスセンター～城山間）や岩手県交通が運行する競合路線（盛岡バスセンター～巣子間）でもオートチャージは利用可能である。
- 白樺号用「iGUCA」定期券は岩手県北バス盛岡駅前案内所と岩手県北バス久慈営業所で発売する[8][9]。白樺号用「iGUCA」定期券で利用する場合は交通ポイントは付与されない。岩手県北バス用「iGUCA」定期券で白樺号を利用する場合はストアードフェアでの利用となり、交通ポイントが付与される。
  - 沿線にある盛岡バスセンター乗車券売り場、岩手県北バス盛岡営業所（厨川駅前最寄り）、岩手県北バス八幡平営業所沼宮内支所（小学校前・城山通最寄り）では、白樺号用「iGUCA」定期券の発売は行わない[8][9]。
- 白樺号の乗車にバス急行券が必要だった時代、白樺号のバス急行券はみどりの窓口では発売されず、乗車当日に停車する駅のバスきっぷ売り場で購入するか、車内で購入する方式を取っていた。
- 白樺号は、かつてはいわて沼宮内駅（岩手支所最寄り）や葛巻駅（葛巻支所）で乗務員の交替を行っていたが、両支所が廃止されたため現在は盛岡バスセンター - 久慈駅間を通しで乗務している。
  - 久慈営業所廃止当初は盛岡支店・二戸営業所が担当していたが、2022年3月より車両・乗務員とも全便盛岡支店が担当している。
- 小国線は後乗り前降り。久慈方面 - （陸中山形経由） - 陸中小国方面を利用する場合、陸中山形で一旦乗車停留所から陸中山形までの運賃を支払い、下車時に追加運賃を支払うシステムをとっていた。これは前述の通り陸中小国線が久慈市から委託されているため収入配分を明確にするための措置であった。
- 現在は国土交通省と岩手県の補助金を受けている[13]。